# Пральбоино
Пральбои́но (итал. Pralboino, ломб. Pralbuì) — коммуна в Италии, в провинции Брешиа области Ломбардия.
Население составляет 2578 человек, плотность населения составляет 152 чел./км². Занимает площадь 17 км². Почтовый индекс — 25020. Телефонный код — 030.
Покровителями коммуны почитаются святой апостол Андрей, празднование 30 ноября, и святой Флавиан.